# Branislav
Branislav je moško osebno ime.

## Izvor imena
Ime Branislav je slovanskega izvora. Zloženo je iz velelnika brani oziroma glagola braniti in imenskega morfema slav, ki je nekdaj pomenil »slaven«.

## Različice imena
- moške različice imena: Brane, Branimir, Branko, Bronislav
- ženske različice imena: Branimira, Branimirka, Branislava

## Pogostost imena
Po podatkih Statističnega urada Republike Slovenije je bilo na dan 31. decembra 2007 v Sloveniji število moških oseb z imenom Branislav: 650.

## Osebni praznik
V koledarju so ime Branislav in njegove različice glede na približno pomensko ujemanje uvrščeni k imenu Aleksander.

## Znane osebe
- Branislav Nušić, srbski pisatelj in dramatik